# Prochy (powiat złotowski)
Prochy (niem. Proch) – wieś krajeńska w Polsce położona w województwie wielkopolskim, w powiecie złotowskim, w gminie Zakrzewo.
W latach 1975–1998 miejscowość należała administracyjnie do województwa pilskiego. 
Zobacz też: Prochy